# WTA Bad Gastein
Das WTA Bad Gastein (offiziell: NÜRNBERGER Gastein Ladies) war ein Damen-Tennisturnier der WTA, das von 2007 bis 2015 in Bad Gastein in Österreich ausgetragen wurde.
Das Turnier trug 2007 und 2008 den offiziellen Namen Gastein Ladies, ab 2009 war die Nürnberger Versicherung Hauptsponsor und Namensgeber des Turniers.
2016 ging die Turnierlizenz nach Gstaad.

## Spielstätte
Ausgetragen wurde das Turnier auf der Tennisanlage des Hotels Europäischer Hof.

## Siegerliste

### Einzel
| Jahr                         | Siegerin                    | Finalgegnerin            | Ergebnis       |
| ---------------------------- | --------------------------- | ------------------------ | -------------- |
| ↓ Kategorie: Tier III ↓      |                             |                          |                |
| 2007                         | Francesca Schiavone         | Yvonne Meusburger        | 6:1, 6:4       |
| 2008                         | Pauline Parmentier          | Lucie Hradecká           | 6:4, 6:4       |
| ↓ Kategorie: International ↓ |                             |                          |                |
| 2009                         | Andrea Petković             | Ioana Raluca Olaru       | 6:2, 6:3       |
| 2010                         | Julia Görges                | Timea Bacsinszky         | 6:1, 6:4       |
| 2011                         | María José Martínez Sánchez | Patricia Mayr-Achleitner | 6:0, 7:5       |
| 2012                         | Alizé Cornet                | Yanina Wickmayer         | 7:5, 7:61      |
| 2013                         | Yvonne Meusburger           | Andrea Hlaváčková        | 7:5, 6:2       |
| 2014                         | Andrea Petković             | Shelby Rogers            | 6:3, 6:3       |
| 2015                         | Samantha Stosur             | Karin Knapp              | 3:6, 7:63, 6:2 |

### Doppel
| Jahr                         | Siegerinnen                            | Finalgegnerinnen                        | Ergebnis          |
| ---------------------------- | -------------------------------------- | --------------------------------------- | ----------------- |
| ↓ Kategorie: Tier III ↓      |                                        |                                         |                   |
| 2007                         | Lucie Hradecká Renata Voráčová         | Ágnes Szávay Vladimíra Uhlířová         | 6:3, 7:5          |
| 2008                         | Andrea Hlaváčková Lucie Hradecká       | Sessil Karatantschewa Nataša Zorić      | 6:3, 6:3          |
| ↓ Kategorie: International ↓ |                                        |                                         |                   |
| 2009                         | Andrea Hlaváčková Lucie Hradecká       | Tatjana Malek Andrea Petković           | 6:2, 6:4          |
| 2010                         | Lucie Hradecká Anabel Medina Garrigues | Timea Bacsinszky Tathiana Garbin        | 6:72, 6:1, [10:5] |
| 2011                         | Eva Birnerová Lucie Hradecká           | Jarmila Gajdošová Julia Görges          | 4:6, 6:2, [12:10] |
| 2012                         | Jill Craybas Julia Görges              | Anna-Lena Grönefeld Petra Martić        | 6:72, 6:4, [11:9] |
| 2013                         | Sandra Klemenschits Andreja Klepač     | Kristina Barrois Eleni Daniilidou       | 6:1, 6:4          |
| 2014                         | Karolína Plíšková Kristýna Plíšková    | Andreja Klepač María Teresa Torró Flor  | 4:6, 6:3, [10:6]  |
| 2015                         | Danka Kovinić Stephanie Vogt           | Lara Arruabarrena Vecino Lucie Hradecká | 4:6, 6:4, [10:3]  |